# Vergeilung

Palmfarngattung Lepidozamia peroffskyana; Links normales Wachstum, rechts Vergeilung bei Lichtmangel.

Als Vergeilung oder Etiolement bezeichnet man in der Pflanzenphysiologie jene Merkmale, die Pflanzen aufweisen, wenn sie bei Mangel an photosynthetisch nutzbarem Licht wachsen.

## Beschreibung
Vergeilung zeigt sich in einem deutlich beschleunigten Längenwachstum, kurzzeitig bis zu mehrere Zentimeter pro Tag, weil die Pflanze versucht, eine Lichtquelle zu erschließen. Dabei werden die Internodien weit auseinander gerückt, die Blätter erscheinen nach diesem Wachstumsschub oft schuppenartig klein und wegen Chlorophyllmangels blassgelb oder leicht bräunlich. Die Wurzeln hingegen weisen nur ein vermindertes Wachstum auf. In der Regel wird im Dunkeln kein vollständiges Chlorophyll gebildet. Ausnahmen sind: Tradescantia albiflora, einige Gymnospermen und viele Pionierpflanzen.

## Weitere Entwicklung
Eine Pflanze bildet diese Angsttriebe, um ihre Blattmasse in einen Bereich mit ausreichend nutzbarem Licht zu verlagern. Sollte dies gelungen sein und sollten die Blätter danach gut assimilieren können, so wird der bisher nur schwach aufgebaute Trieb durch Einlagerung und Anbau von Materialien verstärkt und bleibt ansonsten in seiner dann erfolgreichen Form bestehen.
Wasserbasierte Pflanzen können bei Lichtmangel oder getrübtem Wasser geilwüchsig werden und in kurzer Zeit enormes Längenwachstum aufweisen, um genügend Licht (Tauchblatt) oder die Wasseroberfläche (Schwimmblatt) zu erreichen. Sie halten diesen Wachstumsschub jedoch nicht lange aufrecht und verlieren in der Folge insbesondere an den tiefer gelegenen Teilen des Stängels ihre Blätter. Erreichen sie in dieser Zeit keine verwertbare Lichtquelle, sterben sie ab oder bilden fehlwüchsige Triebe und Verwachsungen aus. In der Aquaristik und in Gewässern tritt diese Wuchsform insbesondere dann auf, wenn Licht fehlt, aber das Nährstoffangebot im Becken ausreichend ist.
Nach dem Erreichen passender Lichtverhältnisse kommt es allerdings häufig vor, dass der Trieb für seine Aufgabe nicht stabil genug ist und von Wind, Schwerkraft, Fruchtbildung oder vorbeistreifenden Tieren durch Knicken nicht überlebt, da die Angsttriebe zu Beginn der Entwicklung mit geringem Materialaufwand aufgebaut werden. Die Widerstandskraft gegen derartige Belastungen ist recht gering und die Beeinträchtigungen führen zum Eingehen der Pflanze.

## Nutzung
Etiolierte Keimlinge verfügen meist nur über stark minderentwickeltes Festigungsgewebe, wodurch sie weich und biegsam bleiben. Dies wird mitunter in der Landwirtschaft auch gezielt ausgenutzt; so bleiben die Stangen von an sich holzigen Pflanzen wie die des Spargels oder Bambussprossen essbar, solange sie vergeilt sind. Werden sie belichtet, wird das Gewebe rasch zäh, holzig und sehr schwer verdaulich. In der Aquaristik kann die gezielte Abschaltung der Beleuchtung hilfreich sein. Durch gezielte Ausnutzung dieses Wuchsverhaltens nach Senkung der Beleuchtung, Verschneiden der Pflanzen und erneute ausreichende Beleuchtung nach der Bildung junger Triebe, können auch Formen erzeugt werden, die unter konstanten Lichtverhältnissen nicht entstünden.

## Maßnahmen
Bei der Beobachtung des Phänomens ist es bei Zimmerpflanzen sinnvoll, den Standort der Pflanze zu ändern und so die Lichtverfügbarkeit zu optimieren. Auch die Ausdünnung verursachender, schattenspendender Konkurrenzpflanzen kann eine Gegenmaßnahme darstellen.